# سباستین هافمن
سباستین هافمن (انگلیسی: Sebastian Hofmann؛ زادهٔ ۱۲ سپتامبر ۱۹۸۳) بازیکن فوتبال اهل آلمان است.
از باشگاه‌هایی که در آن بازی کرده‌است می‌توان به باشگاه فوتبال اینگولشتات ۰۴، باشگاه فوتبال اشتوتگارت، باشگاه فوتبال یان رگنسبورگ، و باشگاه فوتبال هوفنهایم اشاره کرد.